# Système éducatif en Belgique
 (juin 2016).
 (août 2018).
Le système éducatif belge, tel qu'il est actuellement conçu, comporte un enseignement scolaire, l'instruction étant obligatoire de 5 à 18 ans.
Pour l'enseignement scolaire, l'organisation générale est le résultat de la paix scolaire coulée dans une loi votée le 29 mai 1959, le Pacte scolaire. Cette loi définit quelques grands principes du système éducatif belge :
- La liberté de choix d’instruction des enfants par les parents ;
- La fin des tensions entre réseaux ;
- La gratuité de l'enseignement public.

Le pouvoir fédéral est garant de cette paix scolaire mais l'organisation de tous les niveaux d'enseignement est assurée par les entités fédérées que sont les communautés, dont l'organisation dans chacune d'entre elles est largement similaire.
Le cursus scolaire belge est le suivant :
- Niveau maternel, de 2 ans et demi à 6 ans (obligatoire à partir de 5 ans depuis septembre 2020) ;
- Niveau primaire, de 6 ans à 12 ans (obligatoire) ; 1re primaire à 6e primaire. Certifications obligatoires ;
- Niveau secondaire, de 12 ans à 18 ans (obligatoire) ; 1re secondaire à 6e secondaire. Certifications obligatoires ;
- Enseignement supérieur.

Le Pacte scolaire ne s'applique pas à l'enseignement supérieur. Ce dernier s'intègre dans le processus de Bologne.
Aux côtés du cursus traditionnel, on retrouve l'enseignement de promotion sociale qui offre la possibilité d'acquérir un titre d'études qu'une personne n'a pas obtenu lors de sa formation antérieure. Cet enseignement intervient aussi dans le cadre de la formation personnelle et professionnelle continue.

## Histoire
De 1950 à 1959, la deuxième guerre scolaire oppose libéraux et catholiques. Le pacte scolaire y met fin avec la loi du 29 mai 1959.
À partir des années 1980, dans le cadre du fédéralisme belge, les communautés prennent en charge l'ensemble de l'éducation, de la maternelle au supérieur.

## Organisation de l'enseignement en Belgique
En Belgique, chaque école dépend d'un « pouvoir organisateur » (PO). Il s'agit de la personne physique ou morale ou de l'institution qui a la charge de l'organisation et la gestion de l'établissement scolaire.

### Rôle du pouvoir fédéral
Le pouvoir fédéral a peu de compétences en matière scolaire car elles ont été transmises aux Communautés sauf dans le cas de l'enseignement à domicile ou en écoles privées de personnes domiciliées en Région de Bruxelles-Capitale, où le pouvoir fédéral reste compétent. Il reste cependant garant du pacte scolaire, fixe les conditions minimales d'obtention des diplômes et s'occupe des pensions des enseignants.

### Rôle des Communautés
Au niveau législatif, ce sont les Communautés qui organisent l'enseignement en Belgique dans le respect du pacte scolaire. Les Communautés subventionnent les établissements scolaires indépendamment du réseau (excepté le réseau privé ou indépendant qui ne reçoit aucun subside) et fixent un certain nombre de mesures (socles de compétences, inscriptions, etc.).

### Les réseaux
Deux grands réseaux éducatifs sont définis par le Pacte scolaire :
- Le réseau officiel, où le pouvoir organisateur est une personne de droit public (historiquement l'État, actuellement remplacé par les trois communautés, ou la province ou la commune).
- Le réseau libre, où le pouvoir organisateur est une personne de droit privé. Le réseau libre est plus ou moins structuré en libre confessionnel (à grande majorité catholique) et libre non confessionnel (surtout présent dans l'enseignement supérieur).
- Un troisième réseau (très minoritaire) existe également : le réseau privé, où le pouvoir organisateur est une personne de droit privé, en l'occurrence l'autorité parentale, à laquelle l'article 24 de la Constitution garantit la liberté d'enseignement. L'enfant, dans ce cas, satisfait à l'obligation scolaire par un enseignement à domicile, financé par les parents, ou dans une école privée choisie par eux, l'État ne pouvant dès lors organiser son inspection qu'en tant qu'Autorité Publique contrôlant si cette scolarité libre n'enfreint pas l'ordre public et les bonnes mœurs. Néanmoins différents textes (décret, arrêté) visant à structurer un contrôle ont fait l'objet de contestations à la Cour constitutionnelle et au Conseil d'État, provoquant des annulations ou des corrections. Actuellement, après une assez longue période de vide, un nouveau décret s'est mis en place (Moniteur belge du 12 juin 2008) qui, comme cela était arrivé jadis, a suscité, lui aussi, un nouveau recours (de plusieurs parties) en suspension et en annulation (requête déposée le 30 août 2008 par Maître R. Lefebvre). Ce type d'enseignement, d'après ce nouveau décret, devrait être validé par un examen officiel organisé par ce que l'on appelle le « jury central ».

Les réseaux sont fortement décentralisés, tant au niveau des matières que du recrutement des personnels.

### Recrutement et formation des enseignants des deux réseaux principaux

#### Les enseignants de l'école maternelle
Il n'y a qu'une seule filière de formation pour devenir instituteur maternelle/préscolaire : l'enseignement supérieur de type court, dans la section normale préscolaire. Ces études sont organisées en un cycle de trois ans et permettent d'obtenir le titre d'instituteur préscolaire.
Remarque : les diplômés de l'école normale préscolaire peuvent suivre un an de formation supplémentaire pour pouvoir également donner les cours dans l'enseignement primaire.

#### Les enseignants de l'école primaire des deux principaux réseaux
Les instituteurs sont formés dans les écoles normales, faisant partie de l'enseignement supérieur pédagogique de type court (trois ans), et qui dépendent soit du réseau officiel, soit du réseau libre. Les pouvoirs organisateurs recrutent dans les deux types d'écoles. On entre, en principe, à l'école normale après l'obtention du certificat d'enseignement secondaire supérieur ou d'un autre titre de même nature.

#### Les enseignants de l'école secondaire
Pour enseigner dans le secondaire des deux principaux réseaux, les futurs professeurs doivent soit suivre un bachelier (ce qui ne permet à la base que de donner cours dans le secondaire inférieur), soit suivre des études universitaires, en choisissant l'agrégation comme option de leur dernière année du cursus universitaire. Toutefois, les personnes n'ayant pas pris cette filière pourraient faire cette spécialisation par après.
Avec son diplôme en poche, l'enseignant doit postuler pour un poste dans l'un des deux réseaux. Il n'a pas automatiquement une place et doit déposer son curriculum vitæ auprès d'un pouvoir organisateur. Il est donc fréquent qu'un sortant soit engagé pour une durée limitée dans le temps afin de remplacer un enseignant titulaire d'un poste. La pénurie actuelle d'enseignants fait que de plus en plus de directions passent outre aux diplômes.
Pour les personnes qui ont fait des études secondaires techniques ou professionnelles, et qui ont obtenu leur qualification; ces personnes peuvent (ne concerne pas tous les métiers) faire un certificat d'aptitudes pédagogiques (CAP) pour pouvoir enseigner des cours pratiques et techniques de leur domaine (selon la qualification obtenue à la fin de leurs études).

#### Les enseignants du supérieur
L'enseignement supérieur de type non universitaire fait généralement appel à des professionnels du cursus suivi auxquels on demande de suivre une formation pédagogique courte (un ou deux ans) sanctionnée par un diplôme : le Certificat d'aptitude pédagogique approprié à l'enseignement supérieur (CAPAES).
Dans l'enseignement supérieur de type universitaire, il n'y a pas, aujourd'hui, de formation spécifique aux enseignants. Ceux-ci sont soit chargés de cours soit professeurs titulaires et combinent leur enseignement avec de la recherche.

### Budget de l'école
Les Communautés de Belgique subventionnent l'ensemble du corps enseignant (maternel, primaire et secondaire) pour autant qu'il appartienne aux deux premiers réseaux (réseau officiel, réseau libre confessionnel ou non). Le réseau privé, lui, ne reçoit aucun subside.
De plus, en Fédération Wallonie-Bruxelles, chaque pouvoir organisateur perçoit des subventions de fonctionnement, calculées sur base du nombre d'élèves. D'autres subventions sont également versées : pour l'organisation des cours philosophiques, des surveillances de midi, ainsi qu'une prise en charge partielle pour l'achat de manuels ou logiciels agrées. Enfin, une subvention "aide aux directions" est allouée à chaque école.
À propos des autres dépenses (infrastructure, etc.), chaque réseau en assure le financement comme il le peut. Pour les écoles relevant du communal, par exemple, le budget des collectivités locales est élevé. On estime à 17 % la part allouée par les communes aux écoles.
En Communauté flamande, un décret de 2002 tend à supprimer les différences de financement entre le réseau officiel et le réseau libre en Flandre.
Comme l'enseignement des deux principaux réseaux est officiellement gratuit (jusqu'à la fin de la scolarité obligatoire soit 18 ans), les écoles des deux principaux réseaux ne peuvent demander de contribution aux parents.
Seules les écoles privées (c'est-à-dire, en Belgique, non subventionnées) et l'enseignement à domicile se financent sur la contribution des parents.
Le budget de l'Enseignement pour la Communauté française de Belgique était d'environ 6 milliards € en 2008.

### Inspection
Les inspecteurs sont gérés par les différentes communautés. Un inspecteur est responsable d'une circonscription. Il est tenu, dans certaines collectivités, de visiter deux fois l'an les écoles dont il est responsable. Cependant, il ne note pas les enseignants. Il rédige simplement un rapport collectif pour l'école. L'inspecteur n'a donc pas d'influence sur l'avancement d'une carrière. Seule l'ancienneté détermine le salaire des enseignants belges.

## Organisation de l'école des deux réseaux principaux en quatre niveaux

### L'école maternelle
L'école maternelle est organisée en trois années dont les deux première sont non-obligatoires. Ces écoles sont très fréquentées. Les instituteurs maternelles n'ont pas le même diplôme que ceux du primaire. Ce sont deux professions distinctes. Toutefois un instituteur maternelle peut enseigner dans les deux premières années de primaire.
- Enseignement fondamental ou maternelle
  - Accueil (2 ½ - 3 ans)
  - Première (3 - 4 ans)
  - Deuxième (4 ans - 5 ans)
  - Troisième (5 ans - 6 ans)

### L'école primaire

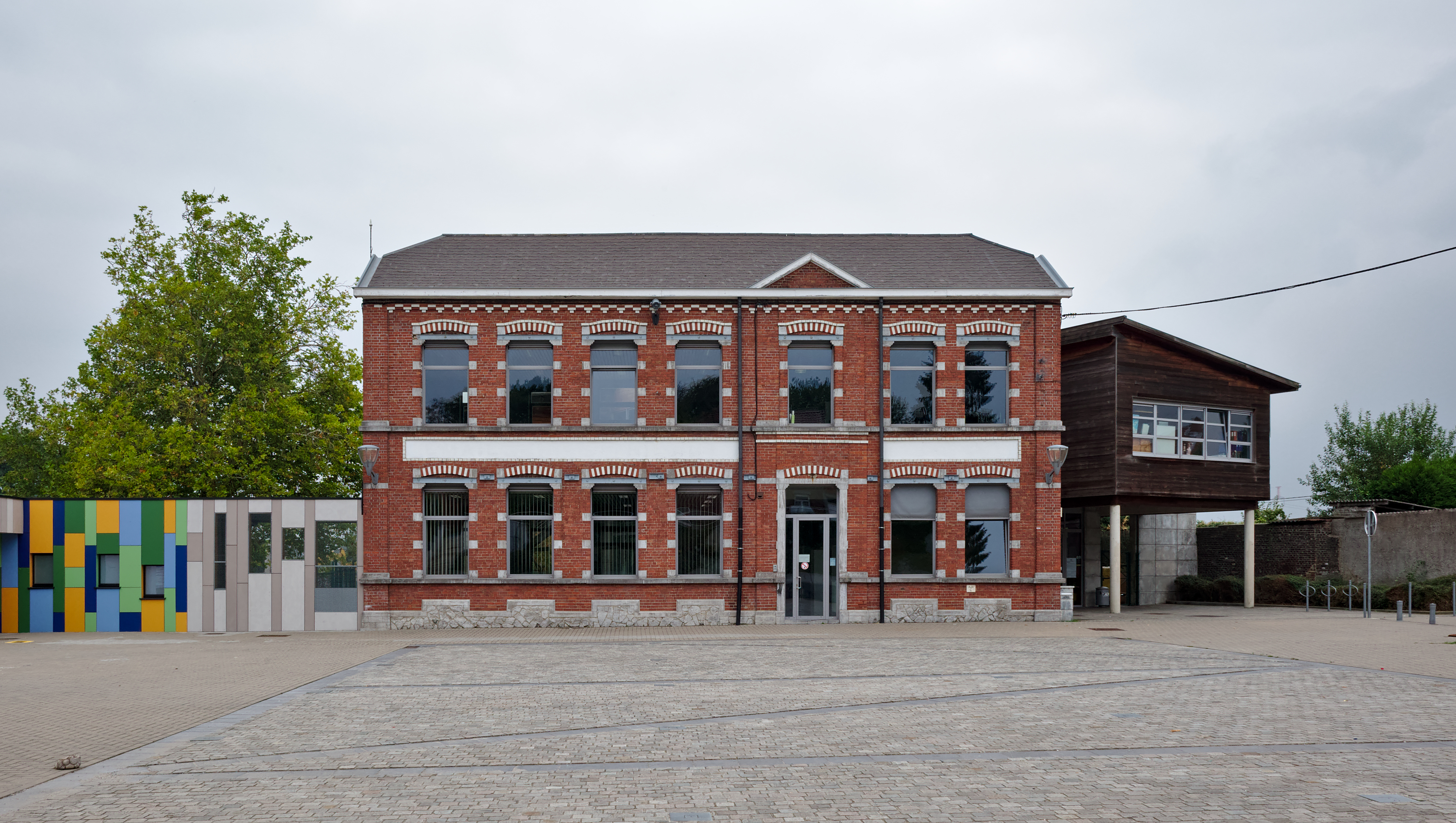
École primaire de Viesville

L'enseignement primaire est organisé sur 6 années dans chaque communauté. En français, elles sont appelées première primaire, deuxième primaire, etc. À la fin de chaque année, selon les écoles, les élèves passent ou non des examens déterminant s'ils sont aptes à passer à l'année supérieure. Depuis 2009, dans la communauté française, une épreuve commune à tous les réseaux sanctionne la réussite de la 6e année. Les élèves qui ont réussi se voient délivrer un certificat d'études de base (CEB). Un certificat du même type existe en communauté germanophone.
Les élèves sont regroupés par classe, et chaque classe a un professeur qui lui est attribué. En général, ce dernier est chargé d'enseigner l'ensemble des matières définies au programme. Hormis les cours d'informatique, de religion ou de morale, de deuxième langue et de sports qui sont en général dispensés par des professeurs qualifiés. Mais il arrive que dans certaines écoles, une classe ait un professeur par matière (comme en secondaire).
- Enseignement fondamental ou école primaire
  - Première (6 - 7 ans)
  - Deuxième (7 - 8 ans)
  - Troisième (8 - 9 ans)
  - Quatrième (9 - 10 ans)
  - Cinquième (10 - 11 ans)
  - Sixième (11 - 12 ans)

### L'école secondaire

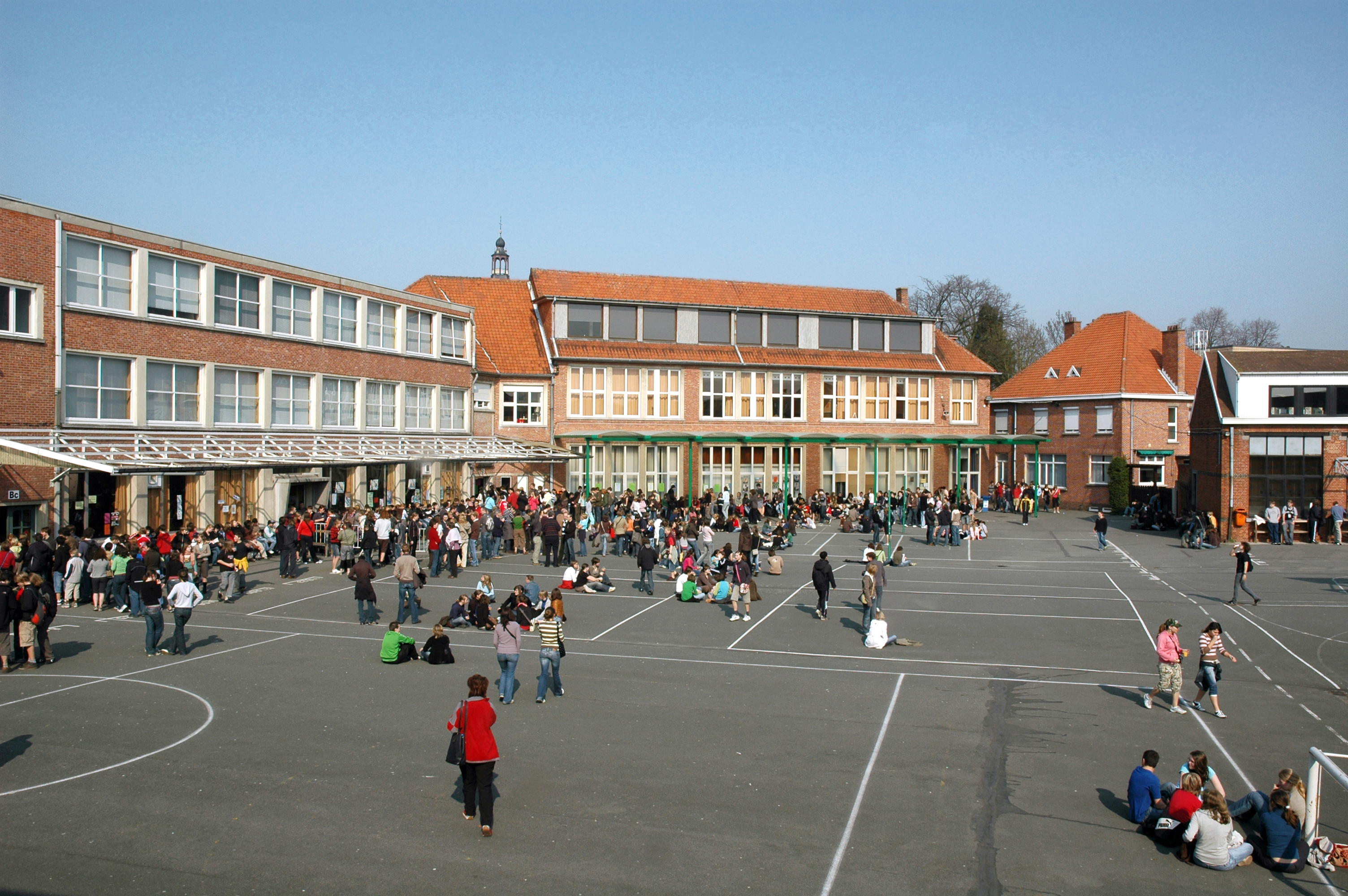
Aire de jeux d'une école secondaire à Zele (2007)

L'enseignement secondaire en Belgique est organisé sur six années, appelées première secondaire, deuxième secondaire, etc. La sixième est souvent appelée rhétorique (ou « rhéto ») à titre non officiel, par tradition.
L'accès au secondaire n'est possible que pour les élèves possédant le certificat d'études de base. Toutefois, il existe des possibilités pour accéder au niveau secondaire en allant dans une section appelée différenciée.
Les élèves sont regroupés par classe, et à chaque classe est attribué un professeur principal qui suit la classe (appelé « titulaire »). Chaque élève est obligé de remplir un « journal de classe » où il indique la matière et le sujet du cours (détaillé), le titulaire vérifie souvent le journal de classe des élèves dont il est responsable, ce journal de classe peut être vérifié par l'inspecteur (les élèves sont tirés au sort) pour l'homologation des diplômes.
Chaque cours est dispensé par un professeur qualifié, une classe peut donc avoir au maximum autant de professeurs que de cours différents.
L'enseignement secondaire est organisé en deux cycles.
Cycle inférieur
- Première (12-13 ans)  (→ Fait partie du Degré I ou Premier Degré dans les écoles)
- Deuxième (13-14 ans) (→ Fait partie du Degré I ou Premier Degré dans les écoles)
- Troisième (14-15 ans) (→ Fait partie du Degré II ou Deuxième Degré dans les écoles)

Cycle supérieur
- Quatrième (15-16 ans) (→ Fait partie du Degré II ou Deuxième Degré dans les écoles)
- Cinquième (ou Poésie[5]) (16-17 ans) (→ Fait partie du Degré III ou Troisième Degré dans les écoles)
- Sixième (ou Rhétorique) (17-18 ans) (→ Fait partie du Degré III ou Troisième Degré dans les écoles)
- Septième (Année facultative réservée aux étudiants voulant se préparer aux études supérieures ou universitaires comme le C.S.S. à savoir le cours scientifique supérieur) (18-19 ans) (→ Fait partie du Degré III ou Troisième Degré dans les écoles)

À partir de la 3e année, le système propose deux portails d'entrée : l'enseignement de transition (visant à préparer les élèves aux études supérieures) et l'enseignement de qualification (visant à leur faire acquérir la technicité fine demandée sur le marché de l'emploi).
Ces deux portails sont subdivisés en quatre branches : 
- Enseignement général : l'enseignement général est toujours de transition ; il est donc appelé Générale de transition (ou Générale ou Humanités[6])
- Enseignement technique : l'enseignement technique peut être de transition ou de qualification
  - Technique de transition
    - Arts appliqués - Arts décoratifs : Arts
    - Économie - Gestion : Sciences économiques appliquées
    - Industrie - Électronique : Électronique informatique
    - Sciences appliquées : Sciences appliquées, Bio-technique, Sciences paramédicales, Sciences - Informatique
    - Services aux personnes - Éducation physique : Éducation physique
    - Services aux personnes - Services sociaux et familiaux : Sciences sociales et éducatives

  - Technique de qualification
    - Agronomie - Agriculture : Technicien en environnement, Technicien en horticulture
    - Arts appliqués - Arts décoratifs : Arts plastiques, Art et structure de l'habitat
    - Arts appliqués - Arts graphiques : Technicien en infographie, Technicien en industrie graphique
    - Arts appliqués - Audio-visuel : Technicien en photographie
    - Construction - Bois : Technicien des industries du bois
    - Construction : Dessinateur en construction
    - Économie - Gestion : Technicien en comptabilité, Technicien commercial
    - Économie - Secrétariat : Technicien de bureau
    - Économie - Tourisme : Agent en accueil et tourisme
    - Habillement - Confection : Agent technique en mode et création
    - Hôtellerie - Alimentation : Hôtelier - Restaurateur
    - Industrie - Automatisation : Mécanicien automaticien
    - Industrie - Électricité : Électricien automaticien
    - Industrie - Électronique : Technicien en électronique, Technicien en informatique
    - Industrie - Mécanique des moteurs : Technicien de l'automobile
    - Industrie - Mécanique : Électromécanique
    - Sciences appliquées - Chimie : Technicien chimiste, Opticien, Prothésiste dentaire, Technicien des industries agro-alimentaires, Technicien en environnement
    - Sciences appliquées : Techniques sciences, Assistant pharmaceutico-technique
    - Services aux personnes - Services paramédicaux : Aspirant en nursing
    - Services aux personnes - Services sociaux et familiaux : Techniques sociales, Agent d'éducation, Animateur
    - Services aux personnes - Soins de beauté : Esthéticienne
- Enseignement artistique : l'enseignement artistique peut être de transition ou de qualification
  - Académies des Arts (secondaire à horaire réduit)
- Enseignement professionnel : l'enseignement professionnel est toujours de qualification ; il est appelé Qualification professionnelle
  - Construction : Ouvrier qualifié en construction - gros œuvre, Couvreur, Peintre
  - Agronomie - Horticulture : Ouvrier qualifié en horticulture, Fleuriste
  - Arts appliqués - Arts décoratifs : Arts appliqués, Arts appliqués : Publicité - Sérigraphie - Assistant en décoration, Assistant en décoration, Dessin d'exécution et maquettisme
  - Arts appliqués - Arts graphiques : Installations et graphismes publicitaires
  - Construction - Bois : Menuisier, Ébéniste
  - Construction - Équipement du bâtiment : Monteur en sanitaire et chauffage
  - Économie - Gestion : Vendeur
  - Économie - Secrétariat : Auxiliaire administratif et d'accueil
  - Habillement - Confection : Vendeur - retoucheur, Agent qualifié en confection, Confection industrielle
  - Hôtellerie - Alimentation : Restaurateur, Équipier polyvalent en restauration, Boulanger - pâtissier
  - Industrie - Électricité : Électricien installateur-monteur
  - Industrie - Électronique : réparateur équipement Électroménager et matériel de bureau
  - Industrie - Mécanique des moteurs : Mécanicien garagiste
  - Industrie - Mécanique : Mécanicien d'entretien, Opérateur en industrie graphique
  - Industrie - Métal : Carrossier, Métallier-soudeur
  - Services aux personnes - Services sociaux et familiaux : Puériculture, Auxiliaire familial et sanitaire
  - Services aux personnes - Soins de beauté : Coiffeur
  - Spécial

### L'enseignement supérieur
Le processus de Bologne a profondément modifié le paysage de l'enseignement supérieur en Belgique.
L'enseignement supérieur peut être de quatre types : 
- Enseignement universitaire
- Enseignement supérieur de type long
- Enseignement supérieur de type court
- Enseignement de promotion sociale

L'enseignement supérieur des arts comprend deux types : 
- Enseignement supérieur de type long
- Enseignement supérieur de type court

On y retrouve la même organisation en réseaux officiel et libre, mais une distinction plus fondamentale existe, celle entre Université et Hautes Écoles.
- Les universités belges ont pour la plupart un pouvoir organisateur privé (contrairement à beaucoup d'autres pays), mais elles sont subventionnées par les Communautés. Elles proposent majoritairement des cursus longs (4 ans minimum) et jouissent généralement d'un prestige plus important que les Hautes écoles (au contraire de la France par exemple)
- Les hautes écoles sont issues du regroupement de plusieurs établissements d'enseignement supérieur. Avant Bologne, ce type d'enseignement était généralement de type court (3 ans) mais de plus en plus de filière atteignent aujourd'hui les quatre ou cinq ans. Il y a des hautes écoles liées au réseau officiel et d'autres au réseau libre (mais ici, contrairement à l'enseignement fondamental où le libre confessionnel est largement majoritaire, le libre non confessionnel est majoritaire).

À côté de ces deux grands types de structure, il y a quelques autres écoles comme l'École royale militaire, des Écoles supérieures des Arts, etc.

#### Structure de base
Suivant le processus de Bologne, l'enseignement supérieur a adopté la structure reprise dans le schéma suivant :
| Doctorat (3 ans min.) |
| Master (1 ou 2 ans)   |
| Bachelier (3 ans)     |
| Réforme de Bologne    |

#### Cas particulier des études de médecine
Dans le cadre des études de médecine, il y a 4 ans de Master à réaliser. Des discussions interuniversitaires ont abouti à la suppression d'un des 3 ans de bachelier ; ce projet a eu lieu au début de l'année universitaire 2012-2013. Ainsi, les études de médecine (bachelier + master) passent de 7 ans à 6 ans. Cela n'affecte en rien les années de Master complémentaire, spécifiques à chaque spécialisation. En médecine générale, les médecins-assistants doivent désormais effectuer les 3 ans de spécialisation. Les médecins-assistants de toutes les spécialisations, à l'exception de la médecine générale, voient ainsi leur parcours total diminué d'une année.

#### Quelques caractéristiques
L'enseignement supérieur belge connaît peu d'examens d'entrée. Seules quelques écoles et certaines facultés en organisent.

### L'enseignement de promotion sociale
L’enseignement de promotion sociale est régi, sous sa forme actuelle, par le Décret du 16 avril 1991 qui fixe les modalités actuelles d’organisation de cet enseignement en Communauté française de Belgique.
Celui-ci confie explicitement deux missions à l’enseignement de promotion sociale. Il doit, d’une part, concourir à l'épanouissement individuel en promouvant une meilleure insertion professionnelle, sociale, culturelle et scolaire et, d’autre part, répondre aux besoins et demandes en formation émanant des entreprises, des administrations, de l'enseignement et d'une manière générale des milieux socio-économiques et culturels.
L’enseignement de promotion sociale offre aux adultes un large éventail de formations, organisées d’une manière permanente ou occasionnelle, de niveau secondaire ou supérieur. L’âge minimum d’accès peut varier selon les niveaux d’enseignement et peut même, dans certains cas, descendre jusqu’à 15 ans.
L'enseignement de promotion sociale en Communauté française de Belgique se caractérise par :
- une approche par capacités ;
- une organisation modulaire ;
- la reconnaissance des acquis, y compris ceux de l'expérience professionnelle ou personnelle.

En effet, au sein de chaque établissement, le Conseil des études est autorisé à prendre en considération les capacités acquises en dehors de l’enseignement (expérience professionnelle, formation personnelle…), pour l’accès aux études, leur déroulement et leur sanction.
L’enseignement de promotion sociale organise des formations dans les domaines suivants :
1. formations de base, alphabétisation, etc. ;
2. sciences économiques ;
3. langues ;
4. informatique ;
5. agronomie ;
6. industrie (mécanique, électricité, électronique, soudage, etc.) ;
7. construction (maçonnerie, équipement du bâtiment, parachèvement du bâtiment, menuiserie, etc.) ;
8. hôtellerie – alimentation ;
9. habillement ;
10. arts appliqués ;
11. services sociaux, familiaux et paramédicaux, coiffure, etc. ;
12. psychologie, pédagogie ;
13. chimie, physique, biologie, etc.

La réussite d’une unité de formation donne droit à une attestation de réussite.
La capitalisation des attestations de réussite des unités de formation constituant la section donne droit au titre délivré à l’issue de celle-ci.
Les sections sont sanctionnées par des certificats ou des certificats de qualification dans l’enseignement secondaire et par des diplômes dans l’enseignement supérieur.
Les titres délivrés sont soit spécifiques à l’enseignement de promotion sociale, soit correspondant à ceux délivrés dans l’enseignement de plein exercice.

## Programmes et examens dans le primaire et le secondaire
Le programme des écoles est défini par les « socles de compétences ». Toutefois, ces " socles de compétences " jadis annulés par la Cour d'Arbitrage, n'ont pu être réintroduits qu'à condition que chaque école puisse en demander et en obtenir la dérogation. Par décision du Conseil d'État, ils ne peuvent être exigés des écoles privées ou de l'Enseignement à domicile et doivent être remplacés par un "niveau élémentaire suffisant". Ces compétences doivent être acquises par chaque élève des deux premiers réseaux à la fin de son cursus scolaire. L'objectif de ce système d'apprentissage par compétences est de former chaque élève intelligemment c'est-à-dire de lui inculquer non seulement des savoirs mais également des savoir-faire, des attitudes : des compétences. Pour vérifier que l'élève a bien acquis ces dites compétences, il est évalué soit au cours de l'année scolaire soit pendant des sessions d'examen. Ces évaluations peuvent être sanctionnées ou non par des cotes.

### Dans l'enseignement primaire
Dans l'enseignement primaire, les élèves sont évalués pendant l'année scolaire et éventuellement, selon les écoles, lors de sessions d'examen qui ont lieu en décembre et en juin. En primaire, il n'est pas rare que certains tests soient formatifs c'est-à-dire ne comptent pas dans l'évaluation, à l'opposition des évaluations sommatives qui décident souvent de la montée ou non de l'élève dans la classe supérieure.

### Dans l'enseignement secondaire
Dans les années d'enseignements secondaires, des sessions d'examens sont organisées en décembre et en juin.
Un élève ayant échoué dans une ou plusieurs matières peut avoir des examens de passage ou de rattrapage en septembre ou peut devoir recommencer son année (en Belgique, on parlera de « doubler » son année).
- L'enseignement général se veut pluri-disciplinaire c'est-à-dire que, quelle que soit la filière suivie (scientifique, littéraire, économique, sociale, etc. - en Belgique, on parle d’« options » plutôt que de « filières »), elle est sanctionnée par le même diplôme comme c'est le cas dans d'autres pays. Et pour cause, il n'existe pas de filière interne à l'enseignement général étant donné que celui-ci constitue déjà une filière de l'enseignement en Belgique. De plus, quelle que soit l'option choisie, l'élève aura jusqu'en fin de cursus des cours fondamentaux : langue maternelle, mathématique, sciences, histoire, géographie en plus des cours d'option (latin, économie, seconde ou troisième langue, etc.)
- Dans la filière professionnelle, les matières de bases sont progressivement abandonnées au profit des apprentissages de la pratique professionnelle.
- Dans la filière technique et la filière artistique, il y a un tronc commun de matières fondamentales semblable à la filière générale et les options sont remplacées par l'apprentissage spécialisé (artistique ou social ou restauration ou...)
- Les étudiants disposent en Belgique d'un bon réseau de soutien scolaire. En cas d'échec et s'ils veulent aborder de façon sereine leurs examens de passages, ils peuvent s’inscrire à des programmes de soutien dans différents organismes. Des coachs (souvent étudiants dans le supérieur) peuvent directement venir à domicile pour les aider dans certaines matières cibles, mais il existe d'autres possibilités comme les centres d'aide à l'étude.

## Débat controversé sur un bac belge
Lors de chaque session d'examen, l'élève doit montrer qu'il a bel et bien acquis les savoirs et les savoir-faire (compétences) nécessaires à sa montée dans l'année supérieure dans chacune des matières sur lesquelles il est interrogé. Ces sessions d'examens constituent, dès lors, des sortes de « bacs à la française » à cela près qu'elles ont lieu chaque année (et pas uniquement en terminale comme c'est le cas en France) et que les épreuves ne sont pas communes.
Le débat sur un baccalauréat est récurrent en Belgique. Depuis 2007, une épreuve commune de fin de 6e primaire est mise en place progressivement en Communauté française et a mené, en 2009, à la généralisation d'un « mini-bac » appelé CEB en fin de primaire dans la partie francophone du pays ; mais pour le reste, il n'existe aucun baccalauréat en Belgique. Cependant, des examens ont lieu en primaire et sont communs, non à l'échelle du pays, mais au sein d'un même canton administratif dans le réseau public, et au sein d'un même diocèse dans le réseau libre confessionnel, d'où le nom diocésain. Ces examens cantonaux se déroulent à la fin de chaque cycle du primaire, soit 3 fois sur l'ensemble des 6 années de primaire. Depuis l'introduction du CEB, ceux-ci n'ont plus lieu en sixième primaire et ont été remplacés par celui-ci.
Sur la pertinence de ce système, plusieurs thèses s'affrontent chez les enseignants : les partisans d'un bac expliquent que les élèves sont habitués aux examens depuis la première primaire, pour les autres un bac constituerait une source importante de stress dont les élèves pourraient bien se passer.

## Direction d'école
Dans le primaire et le secondaire, les directeurs sont des instituteurs ou des professeurs qui ont suivi une formation spécifique. Ils ont un rôle à la fois administratif et pédagogique. Ils sont donc libres de contrôler le travail de leurs enseignants, en assistant à des séquences ou en étudiant les journaux de classe (sortes de journaux de bord).